# Markus Metz
Markus Metz (* 1958 in Oberstdorf) ist ein deutscher Journalist und Autor.

## Leben
Metz studierte Publizistik, Politikwissenschaft und Theaterwissenschaft an der Freien Universität Berlin. Er arbeitet als freier Journalist und Autor mit Fokus auf Hörfunk. Häufig kooperiert er dabei mit Georg Seeßlen. Seit mehr als drei Dekaden ist Metz journalistisch für den Bayerischen Rundfunk tätig. 2020 wurde er für sein Feature Sparen: Von der Bürgertugend zum Verlustgeschäft mit dem Ernst-Schneider-Preis im Bereich Hörfunk ausgezeichnet. Gemeinsam mit Seeßlen erhielt er bei der Verleihung des Otto-Brenner-Preises im Jahr 2010 den 3. Preis für den Hörfunkbeitrag „Von der Demokratie zur Postdemokratie. Eine Gesellschaftsform in der Krise“.

## Hörspiele (Auswahl)
- 2007: Mit Co-Autor Georg Seeßlen: Mord in Studio 12. Regie: Tobias Krebs (Original-Hörspiel – Südwestrundfunk (SWR))
- 2009: Mit Co-Autor Georg Seeßlen: Mutterliebe. Regie: Tobias Krebs (Original-Hörspiel, Kriminalhörspiel – SWR)

## Radio (Auswahl)
- Das Verschwinden der Mitte. Leben zwischen Aufstiegshoffnung und Abstiegsangst. Nachtstudio; Erstsendung am 15. Februar 2022 Bayern 2[4]
- Warum wir bald Menschenrechte für Tiere und Maschinen brauchen. Zündfunk Generator; Erstsendung am 3. April 2022 Bayern 2[5]
- Slow Cinema gegen die Reizüberflutung. Zündfunk Generator; Erstsendung am 12. Juni 2022 Bayern 2[6]
- Traumland – Deutschland durch fremde Augen gesehen. DLF-Feature vom 15. April 2022[7]
- Politik und Kultur – Eine Beziehung und ihre Krisen. Erstsendung am 8. Mai 2022 bei Essay und Diskurs im DLF[8]
- 11. Juni 2022: Der eiskalte Rebell des deutschen Kinos. Eine Lange Nacht über Rainer Werner Fassbinder, Deutschlandfunk/Deutschlandfunk Kultur[9]
- 18. Februar 2024, mit Georg Seeßlen: Der Angriff der Rechten auf die Demokratie. Deutschlandfunk, Essay und Diskurs[10]

## Schriften (Auswahl)
- mit Georg Seeßlen: Blödmaschinen. Die Fabrikation der Stupidität. edition suhrkamp 2609. Berlin 2011, ISBN 978-3-518-12609-7.
- mit Georg Seeßlen: Bürger erhebt Euch! Laika, Hamburg 2012, ISBN 978-3-942281-11-9.
- mit Georg Seeßlen: Wir Untote! Über Posthumane, Zombies, Botox-Monster und andere Über- und Unterlebensformen in Life Science & Pulp Fiction. Matthes & Seitz Berlin, Berlin 2012 ISBN 978-3-88221-563-2.
- mit Georg Seeßlen: Geld frisst Kunst – Kunst frisst Geld. Ein Pamphlet suhrkamp, Berlin 2014 ISBN 978-3-518-12675-2.
- mit Georg Seeßlen: Hass und Hoffnung. Deutschland, Europa und die Flüchtlinge, Bertz + Fischer, Berlin 2016, ISBN 978-3-86505-737-2.[11][12]
- mit Georg Seeßlen: Freiheit und Kontrolle. Die Geschichte des nicht zu Ende befreiten Sklaven, suhrkamp, Berlin 2017, ISBN 978-3-518-12730-8.
- mit Georg Seeßlen: Der Rechtsruck. Skizzen zu einer Theorie des politischen Kulturwandels, Bertz + Fischer, Berlin 2018, ISBN 978-3-86505-747-1.
- mit Georg Seeßlen: Kapitalistischer (Sur)realismus. Neoliberalismus als Ästhetik, Bertz + Fischer, Berlin 2018, ISBN 978-3-86505-735-8.
- mit Georg Seeßlen: Freiheitstraum und Kontrollmaschine, Bahoe Books, Wien 2018, ISBN 978-3-903022-93-5.
- mit Georg Seeßlen: Schnittstelle Körper, Matthes & Seitz, Berlin 2018, ISBN 978-3-95757-250-9.
- mit Georg Seeßlen: Beute & Gespenst. Lebenswelten im Neoliberalismus, Bertz & Fischer, Berlin 2021, ISBN 978-3-86505-760-0.
- mit Georg Seeßlen: Wir Kleinbürger 4.0. Die neue Koalition und ihre Gesellschaft, Edition Tiamat, Berlin 2021, ISBN 978-3-89320-282-9.
- mit Georg Seeßlen: Apokalypse & Karneval. Neoliberalismus: Next Level, Bertz & Fischer, Berlin 2022, ISBN 978-3-86505-769-3.
- mit Georg Seeßlen: Blödmaschinen II. Die Fabrikation der politischen Paranoia, Suhrkamp, Berlin 2025, ISBN 978-3-518-12846-6.[13]